# Ludwig Kunze
Carl Ludwig Albrecht Kunze (* 26. Juli 1805 in Jever; † 15. Juli 1890 in Weimar) war ein deutscher Mathematiker und Gymnasiallehrer.

## Leben
Ludwig Kunze besuchte von 1812 bis Ostern 1825 die Provinzialschule in Jever. An der Schule wurde zu dieser Zeit, auf Grund unbesetzter Stellen, weder Mathematik noch Physik unterrichtet. Das Interesse an Mathematik wurde durch den Jever Friseur Gerdsen geweckt, der auch astronomische Instrumente anfertigte. Später erhielt er seinen ersten mathematischen Unterricht von dem ehemaligen Schneider Hermann Gerhard Harms. Die Familie Kunze konnte sich keinen Universitätsbesuch leisten, sodass sein Vater im Februar 1825 eine Bittschrift an den Herzog von Oldenburg richtete, welche jedoch abgelehnt wurde. Durch die guten Kontakte der Familie mit den Bürgern der Stadt fanden sich jedoch genug Mäzene, die Ludwig ein Studium ermöglichten.
Am 23. April 1825 immatrikulierte sich Kunze an der Universität Jena zum Fachstudium der Mathematik. Im ersten Semester besuchte er die Vorlesung über die „Elemente der reinen Mathematik“ bei Friedrich Wilhelm Ludwig Wahl (1793–1831). Da ein Grundstudium zu der Zeit Pflicht war, hörte er auch die Vorlesungen über Naturgeschichte bei dem Botaniker Friedrich Siegmund Voigt und über Logik beim Philosophen und Mineralogen Karl Friedrich Bachmann. Im zweiten Semester, welches ganz der Physik und Mathematik gewidmet war, hörte er seine ersten Vorlesungen von Jakob Friedrich Fries. Am 24. April 1827 immatrikulierte sich Kunze an der Universität Göttingen. Dort besuchte er vorwiegend Vorlesungen von Bernhard Friedrich Thibaut über Mathematik, Physik, Chemie und Astronomie.
Noch während seines Studiums in Göttingen wurden ihm von Fries verschiedene Lehramtsstellen angeboten, unter anderem in Helmstedt und Halle. Kunze entschied sich für Weimar. Im Herbst 1828 wurde ihm die Professur für Mathematik am Wilhelm-Ernst-Gymnasium Weimar übertragen. Durch seine Reform des Lehrplans erhielt er 1833 die Doktorwürde der Universität Jena ehrenhalber verliehen. Auch baute er das physikalische Kabinett am Gymnasium in Weimar auf. Seine Lehrtätigkeit beschränkte sich jedoch nicht nur auf das Gymnasium. Er gab dem Kronprinzen Karl Alexander und den Enkeln von Johann Wolfgang von Goethe, Walther und Wolfgang Privatunterricht in Mathematik. Seit 1844 gab er auch Unterricht am Pageninstitut, seit 1857 am Sophienstift und ab 1860 auch an der Großherzoglichen Baugewerkenschule in Weimar.
Ende September 1874, nach 45 Jahren Lehrtätigkeit am Gymnasium in Weimar, trat Ludwig Kunze in den Ruhestand ein. Bis 1884 legte er auch alle seinen anderen Ämter nieder.
Ludwig Kunze war seit 1835 ordentliches Mitglied und ab 1850 Senator der Akademie gemeinnütziger Wissenschaften zu Erfurt. Am 8. Juni 1862 wurde er mit dem Beinamen Euler in die Leopoldina aufgenommen.

## Familie
Kunzes Familie väterlicherseits stammte aus Mitteldeutschland. Sein Großvater, Oberleutnant Johann Daniel Kunze (* 1745), wurde in Köselitz bei Coswig geboren und später nach Jever kommandiert. Dort verheiratete er sich 1769 mit Charlotte Reiben und nach deren frühen Tod mit Susanne Schleuniger. Ludwigs Vater, August Kunze (1779–1858), war Kunst- und Handelsgärtner in Jever und vermählte sich am 10. Mai 1804 mit Margaretha Eleonora Schlüter. Ihr erstes Kind, Ludwig, wurde nach seinem Paten, dem Juristen Johann Carl Ludwig Ittig (1754–1828), benannt. Am 9. Juni 1829 verheiratete sich Ludwig Kunze in Weimar mit Karoline Schmidt, Tochter des Oberpfarrers in Lobeda bei Jena.

## Werke (Auswahl)
- Ueber einige theils bekannte, theils neue Sätze vom Dreieck und Viereck. In: Programm, womit zur diessjährigen Wilhelm-Ernestinischen Gedächtnissfeier, welche Dinstag, den 30. October 1832, Statt finden wird, die Beschützer, Gönner und Freunde des Gymnasiums zu Weimar ehrerbietigst einladet Carl Ludwig Albrecht Kunze, aus Jever, Professor der Mathematik. 2. vermehrte Auflage. H. W. Schmidt, Halle 1848, doi:10.3931/e-rara-38357, urn:nbn:de:bvb:12-bsb10053989-7 (Erstausgabe:  Weimar  1832).
- Das allgemeine Binomialtheorem. 2. vermehrte Auflage. H. W. Schmidt, Halle 1848, urn:nbn:de:bvb:12-bsb10053988-7 (Erstausgabe:  Weimar  1837, Entwickelung des binomischen Lehrsatzes für jede Art von Exponenten).
- Lehrbuch der Geometrie. 2. Auflage. Erster Band: Planimetrie. Friedrich Frommann, Jena 1851, urn:nbn:de:bvb:12-bsb10082182-6 (Erstausgabe:  1842, Dritte Auflage 1873).
- Einfache und leichte Methode, die unbestimmten Gleichungen des ersten Grades mit zwei unbekannten Zahlen aufzulösen. Nebst einigen unbestimmten Aufgaben die den ersten Grad übersteigen. In Commission bei T. F. A. Kühn, Eisenach 1851, urn:nbn:de:bvb:12-bsb10053997-3 (Aus einem Programm im October 1851 besonders abgedruckt).
- Ueber Matthias Claudius. Rede am Geburtstage Sr. Königl. Hoheit des Großherzogs Carl Alexander am 24. Juni 1854 im großen Hörsaale des Gymnasiums zu Weimar. [Weimar] 1854 (books.google.de).